# 124
Năm 124 là một năm trong lịch Julius. 